# Großenbach
Großenbach is een plaats in de Duitse gemeente Bad Laasphe, deelstaat Noordrijn-Westfalen, en telt 50 inwoners.